# Élections régionales santoméennes de 2014
Des élections régionales se déroulent à Sao Tomé-et-Principe le 12 octobre 2014, afin de désigner les élus de l'Assemblée régionale de Principe.
Elles se déroulent en même temps que les élections législatives et élections municipales.

## Contexte
Pour ces élections, l'Union pour le progrès et le changement de Principe forme une coalition électorale avec l'Union des démocrates pour la citoyenneté et le développement. Ils sont soutenus par le Parti de la stabilité et du progrès social et le Mouvement pour les forces de changement démocratique - Parti libéral.

## Mode de scrutin
Sept députés sont à élire au scrutin proportionnel plurinominal selon la méthode d'Hondt dans deux circonscriptions de quatre et trois sièges, à la suite d'un changement récent. Auparavant, et ce depuis 1990, les sept sièges étaient à pourvoir dans sept circonscriptions uninominales.

## Résultats
| Parti                             | Parti                                                                                     | Voix  | %    | Sièges | +/-           |  |
| --------------------------------- | ----------------------------------------------------------------------------------------- | ----- | ---- | ------ | ------------- |  |
|                                   | Union pour le progrès et le changement de Principe (UMPP)                                 | 1 968 | 60,6 | 5      | 2             |  |
|                                   | Mouvement pour la libération de Sao Tomé-et-Principe – Parti social-démocrate (MLSTP-PSD) | 706   | 21,7 | 2      | 2             |  |
|                                   | Action démocratique indépendante (ADI)                                                    | 380   | 11,7 | 0      | Nv.           |  |
|                                   | Mouvement pour l'amour de Principe (MPAP)                                                 | 20    | 0,6  | 0      | Nv.           |  |
|                                   | Parti des travailleurs santoméens (en) (PTS)                                              | 19    | 0,5  | 0      | Nv.           |  |
|                                   |                                                                                           |       |      |        |               |  |
| Suffrages exprimés                | Suffrages exprimés                                                                        | 3 093 | 95,3 |        |               |  |
| Votes blancs                      | Votes blancs                                                                              | 29    | 0,9  |        |               |  |
| Votes nuls                        | Votes nuls                                                                                | 122   | 3,8  |        |               |  |
| Total                             | Total                                                                                     | 3 244 | 100  | 7      | en stagnation |  |
| Abstentions                       | Abstentions                                                                               | 821   | 20,2 |        |               |  |
| Nombre d'inscrits / participation | Nombre d'inscrits / participation                                                         | 4 065 | 79,8 |        |               |  |